# 庫內納河

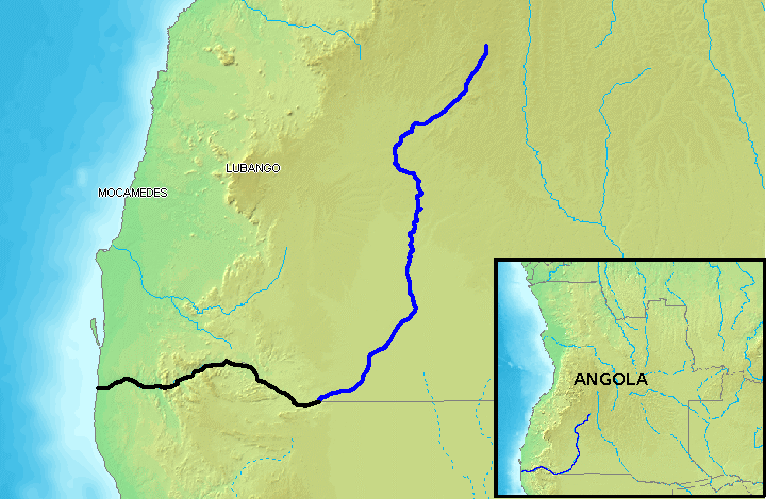
庫內納河

庫內納河（安哥拉︰Cunene River，納米比亞︰Kunene River）是南部非洲的河流，從安哥拉的高地流經與納米比亞接壤的邊界進入大西洋，是區內常流河之一。
庫內納河全長1,050公里（652英哩），流域面積106,560平方公里（41,143平方英哩），河口年均流量每秒174立方米，流經埃普帕瀑布。

## 外部連結
- Images near Kunene River （页面存档备份，存于）
- Map of the Cunene River basin at Water Resources eAtlas

17°15.335′S 11°45.135′E / 17.255583°S 11.752250°E